# Calle Butteler
La Calle Azucena Butteler, también conocido como Pasaje Butteler, es una arteria vial dentro del barrio Parque Chacabuco en la Ciudad de Buenos Aires, Argentina.
Esta singular calle lleva su nombre en homenaje a Azucena Butteler, quién donó el terreno donde está este pasaje para que se construyan viviendas sociales.

## Características
La calle posee una forma de una "X" en cuyo cruce se encuentra la Plaza Enrique Santos Discépolo. La vía posee un ancho de 3 metros por lo que no permite la circulación de más de un auto; su numeración es muy particular ya que al ser una calle en forma de "X" la numeración va del 1 al 99 y en sentido contrario a las agujas del reloj recorriendo los brazos de esta equis.
La explicación de la numeración de las viviendas (unas 70) es complejo; la numeración progresa linealmente, en sentido contrario al de las agujas del reloj, desde la esquina de avenida La Plata y Zelarrayán, del 0 al 98, pero solo se ven estos números en las casas situadas a la derecha.
Al llegar a Zelarrayán y Senillosa, después de haber transitado por los dos primeros brazos de la equis, la numeración recomienza en la vereda opuesta y en sentido inverso, con los impares, por lo cual el 5 puede quedar enfrente del 88. El recorrido completo, pues, termina dando la dislocante sensación de que el pasaje se inicia y finaliza en el mismo lugar.
La calle está en su totalidad comprendida dentro del barrio de Parque Chacabuco.